# Caroline Charlotte Mariane de Mecklenburg-Strelitz
Ducesa Caroline Mariane de Mecklenburg (10 ianuarie 1821 – 1 iunie 1876) a fost o membră a Casei de Mecklenburg-Strelitz care a devenit Prințesă Moștenitoare a Danemarcei ca a doua soție a viitorului rege Frederic al VII-lea al Danemarcei.

## Biografie
Ducesa Caroline Charlotte Marianne de Mecklenburg s-a născut la Neustrelitz ca al treilea copil și a doua fiică a Marelui Duce de Mecklenburg Georg și a soției acestuia, Prințesa Marie de Hesse-Cassel. La 10 iunie 1841, la Neustrelitz, s-a căsătorit cu Prințul Moștenitor Frederic al Danemarcei. În Danemarca ea a fost cunoscută ca Prințesa Mariane. 
Foarte de timpuriu, căsătoria s-a dovedit a fi una foarte nefericită, în mare parte din cauza temperamentului Prințului Moștenitor, care bea excesiv și era afemeiat notoriu. Prințesa Mariane, care a fost descrisă ca fiind o timidă incurabilă și nervoasă nu a avut capacitatea de a avea o influență calmă asupra soțul ei. După o vizită la părinții ei în Germania în 1844, Mariane a refuzat să se întoarcă în Danemarca. Divorțul a fost finalizat în 1846. După divorț, Mariane, care a păstrat titlul, a trăit o viață liniștită în Neustrelitz. Rareori îl menționa pe fostul soț, cu excepția cazului când pentru vizitatorii danezi care erau în zonă, ea făcea observația:El era mult prea bizar!
A murit la Neustrelitz în 1876, la vârsta de 55 de ani.